# 난바 그랜드 가게쓰

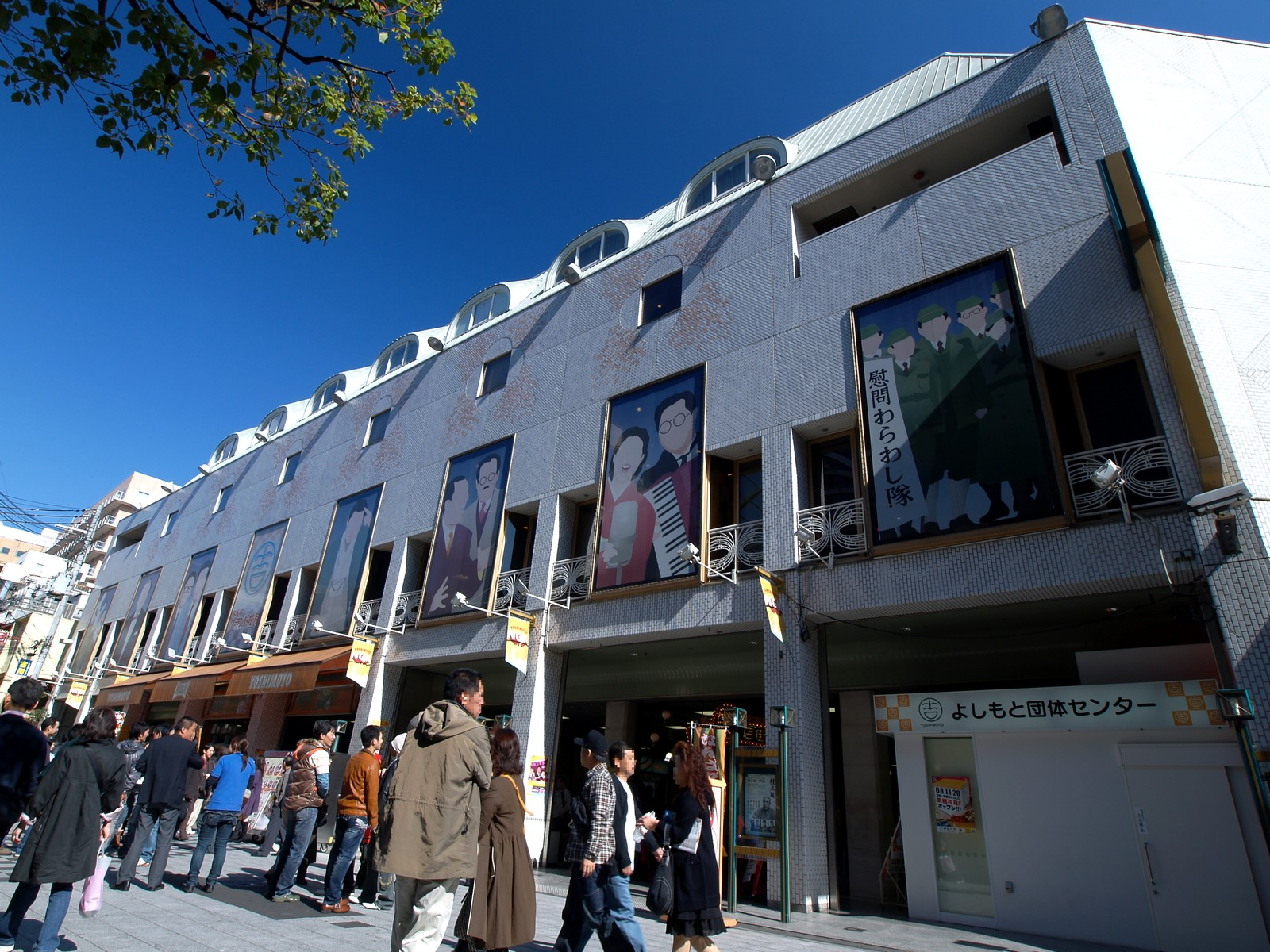
난바 그랜드 가게쓰

난바 그랜드 가게쓰(일본어: なんばグランド花月, 영어: Namba Grand Kagetsu, NGK)는 일본 오사카부 오사카시 주오구에 있는 요시모토 크리에이티브 에이전시가 운영하는 희극 전문 극장이다. 캐치프레이즈는 웃음의 전당(일본어: 笑いの殿堂)이다.